# Victor de Broglie

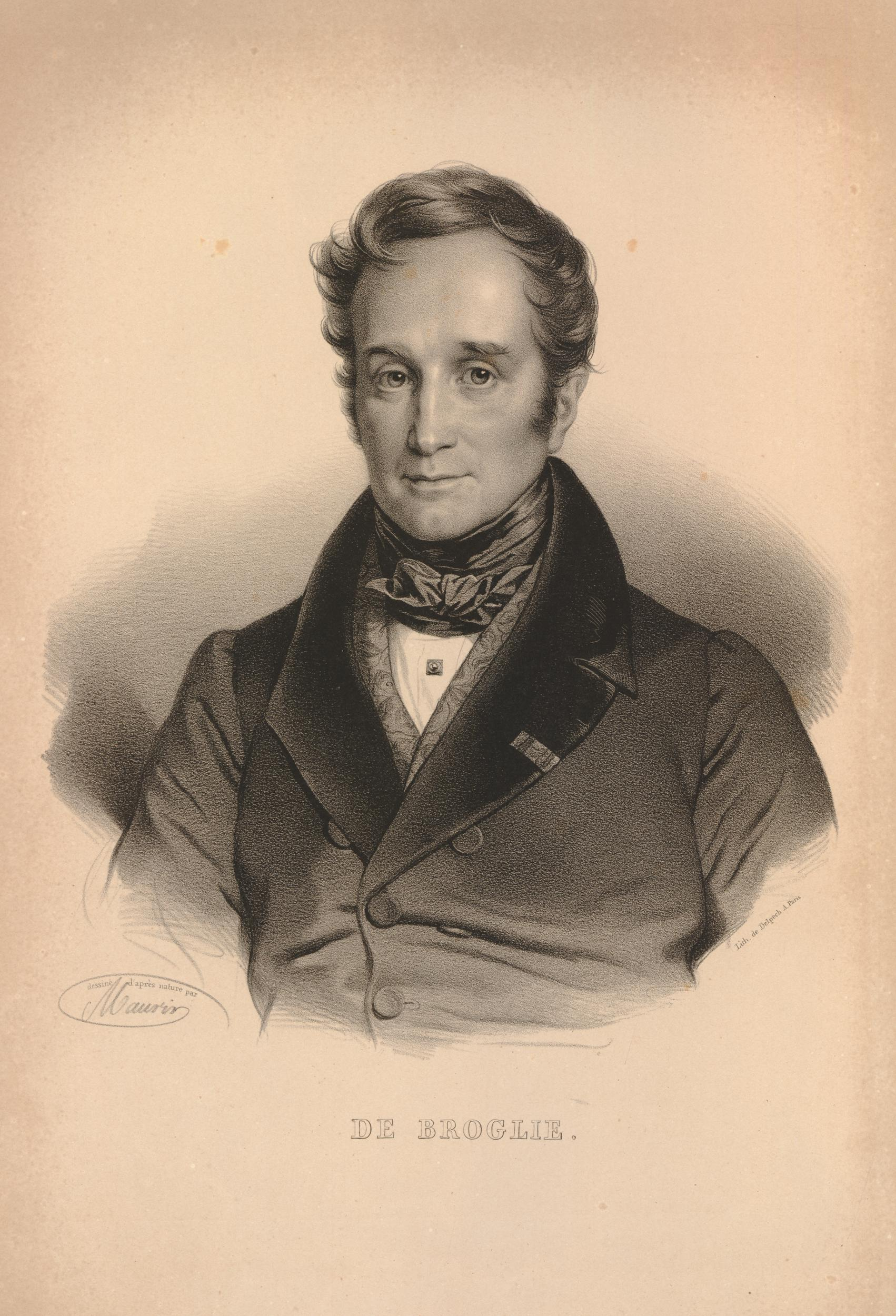
Victor de Broglie.

Achille Léonce Victor Charles de Broglie, född 29 november 1785 i Paris, död 25 januari 1870 i Paris, var en fransk hertig och politiker. Han var sonson till Victor François de Broglie och far till Albert de Broglie

## Biografi
Victor de Broglie användes av Napoleon I i olika diplomatiska missioner, till Tyskland, Spanien, Polen och Illyriska provinserna. Efter Napoleons fall kallades han till medlem av pärskammaren. Han försvarade där marskalk Michel Ney och anslöt sig till den liberala gruppen. Han bemödade sig enligt sina egna ord om att försona revolutionen och restaurationen och hålla stånd mot den växande kontrarevolutionära rörelsen. Så småningom övergick han från liberalerna till de doktrinära, vid sidan av Pierre Paul Royer-Collard och François Guizot. Efter 1830 års revolution anslöt sig de Broglie till Ludvig Filip och utsågs till undervisnings- och kulturminister. 1832 blev han utrikesminister. Det var under hans ministertid, en av de längsta inom julimonarkin, som Antwerpens intagande och afrikanska fälttågen ägde rum. År 1835 blev de Broglie konseljpresident, och framlade och fick antagna de kända septemberlagarna, som begränsade pressfriheten. 1836 störtades han regering genom omröstning i kammaren, och de Broglie drog sig tillbaka från politiken. Han lät sig dock övertalas av vännen Guizot att anta posten som ambassadör i London 1847, och vid 1848 års revolution ingick han i nationalförsamlingen som representant för departementet Eure. Av fruktan för den demokratiska rörelsen, som han befarade skulle återinföra kejsardömet, försökte han stödja monarkins återinförande. Statskuppen 1851 gjorde dock slut på dessa hans förhoppningar, och 1852 drog han sig helt tillbaka från politiken. Han kom fortsättningsvis främst att ägna sig åt politiska, religiösa och filosofiska studier. 1856 invaldes han som medlem i Franska akademien.
Förutom hans självbiografi, som utgavs av sonen 1885-1888, har de Broglie författat Écrits et discours (3 band, 1863) samt Le libre échange et l'impôt (1879).